# شهره اغداشلو
شهره اغداشلو (بالإنجليزية: Shohreh Aghdashloo)‏ مواليد 11 مايو 1952 في طهران، إيران، هي ممثلة إيرانية-أمريكية بدأت مسيرتها الفنية عام 1976. كما أنها من الفائزات بجائزة إيمي.

## روابط خارجية
- شهره اغداشلو على موقع IMDb (الإنجليزية)
- شهره اغداشلو على موقع روتن توميتوز (الإنجليزية)
- شهره اغداشلو على موقع ألو سيني (الفرنسية)
- شهره اغداشلو على موقع تيرنر كلاسيك موفيز (الإنجليزية)
- شهره اغداشلو على موقع أول موفي (الإنجليزية)
- شهره اغداشلو على موقع قاعدة بيانات الأفلام السويدية (السويدية)
- شهره اغداشلو على موقع إن إن دي بي (الإنجليزية)
- شهره اغداشلو على موقع قاعدة بيانات الفيلم (الإنجليزية)
- شهره اغداشلو على موقع كينوبويسك (الروسية)